# مختار

مختار قرية نجد قرب غزة في عام 1939

المختار هو زعيم محلي يختاره أهل قرية أو مدينة صغيرة. استخدم اللفظ في فلسطين والأردن والعراق ومصر وسوريا ولبنان والكويت وربما في دول عربية أخرى.

## أصل اللقب
يشيع الاعتقاد أن أول استخدام للقب كان في الدولة العثمانية. وذهب البعض أن الأتراك العثمانيين كانوا أول من أطلق لقب «مختار» على الزعيم المحلي المنتخب للقرى في فلسطين. ولكن يذكر محمد بن يوسف الكندي (ت: 355ه) في كتاب الولاة وكتاب القضاة أن الوالي يزيد بن عبد الله التركي عزل في عام 242ه/ 856م رؤساء الكور (النواحي) بمصر، وأمر بالمختارين فجعلوا في الكور، وهو أول من جعلهم فيها. حسب كل الدلائل هؤلاء أختارهم السكان وكانوا شبه مجلس محلي يُمثلهم أمام الإدارة المركزية في مدينة الفسطاط.

## المختار في العصر العثماني[12]
كان المختار في العهد العثماني حلقة الوصل بين سكان القرية والجهات الرسمية، ولوظيفته مكانة اجتماعية عالية وكان من أبرز وجهاء القرية. ففي 7 جمادى الآخرة 1281ه/8 نوفمبر 1864م أصدرت الدولة العثمانية نظام إدارة الولايات العمومية الذي بموجبه قُسّمت الدولة إلى ولايات، ثم ألوية (سناجق)، ثم قضاوات، ثم نواحٍ، ثم قرى. وكان هناك في كل قرية مختار تابعًا لمدير الناحية.

## عدد المخاتير
تراوح عدد المخاتير في نفس القرية من واحد لإثنين.
فعلى سبيل المثال كانت قرية عرعره التابعة لناحية قيسارية في قضاء حيفا من لواء عكا، من ولاية بيروت فيها مختار واحد، بينما كان في قرية كفر قرع المجاورة مختاران. وعراق المنشية كان بها مختاران.
نص قانون إدارة الولايات العثماني على أن يكون في كل قرية مختار يساعده مجلس الاختيارية. ويتراوح عدد أعضاءه بين 3-12 عضوًا حسب عدد السكان وأصنافهم.
وقد نصت المادة 63 من (الأصول الانتخابية التي تجري في القرى) على أن كل صنف من أهالي كل قرية يزيد سنهم على الثماني عشرة وكانت لهم علاقة في القرية ومن تبعة الدولة العلية (العثمانية) ويعطون ويركو (يدفعون ضريبة أملاك) سنويًا إلى الدولة رأسًا لا أقل من 50 قرشًا يجتمعون في القرية مرّة كل سنة وينتخبون مختاري أصنافهم وأعضاء مجالس اختياريتهم.

## مهام المختار في العهد العثماني[17]

### من نص قانون (إدارة أمور القرى)
- مختاري كل صنف في كل قرية يكونون واسطة إجرائية للحكومة في إشغال تحصيل الأموال وسائر الخصوصات وتعود إليهم أيضًا الأمور البلدية العائدة لكل صنف من جهة كل قرية، وبذلك تم القضاء على منصب 'شيخ البلد'
- تعطى للمختارين تعليمات بما يتعلق في المواد التي يكونون واسطة لاجرائها بالنظر إلى الحكومة وإلى الأمور الداخلية العائدة إلى القرية وتكون الأهالي التي توجد من أصناف المختارين متكفلة ومتضمنة بمعاملاتهم المتعلقة في الأمور المالية.

### من نص قانون (وظائف المختارين)
- وظيفة المختارين هي إعلان القوانين والنظامات وأوامر الحكومة
- وجمع أموال الدولة المطروحة وتذاكر التوزيع التي يرسلها مدير الناحية
- وتبليغ تذاكر الإحضار التي ترسل بمعرفة الحكومة
- وتبليغ الحجز
- وإخبار مدير الناحية عما يقع في القرية والمزارع من المواليد والوفيات
- وإعلامه بالسرعة عن قضايا الجرح والقتل
- المعاونة في تسليم الخارجين والقتلة إلى الحكومة
- وإعطاء معلومات إلى مدير الناحية عن الأراضي المحلولة والمكتومة والمستملكات التي لم تجر معاملاتها الانتقالية والإنشاءات المغائرة للنظام
- والنظارة (مراقبة) على الناس الذين ينتخبون من طرف مجالس الاختيارية ليكونوا في ضابطة القرية كالنواطير

## المختار في عهد الانتداب البريطاني[12]

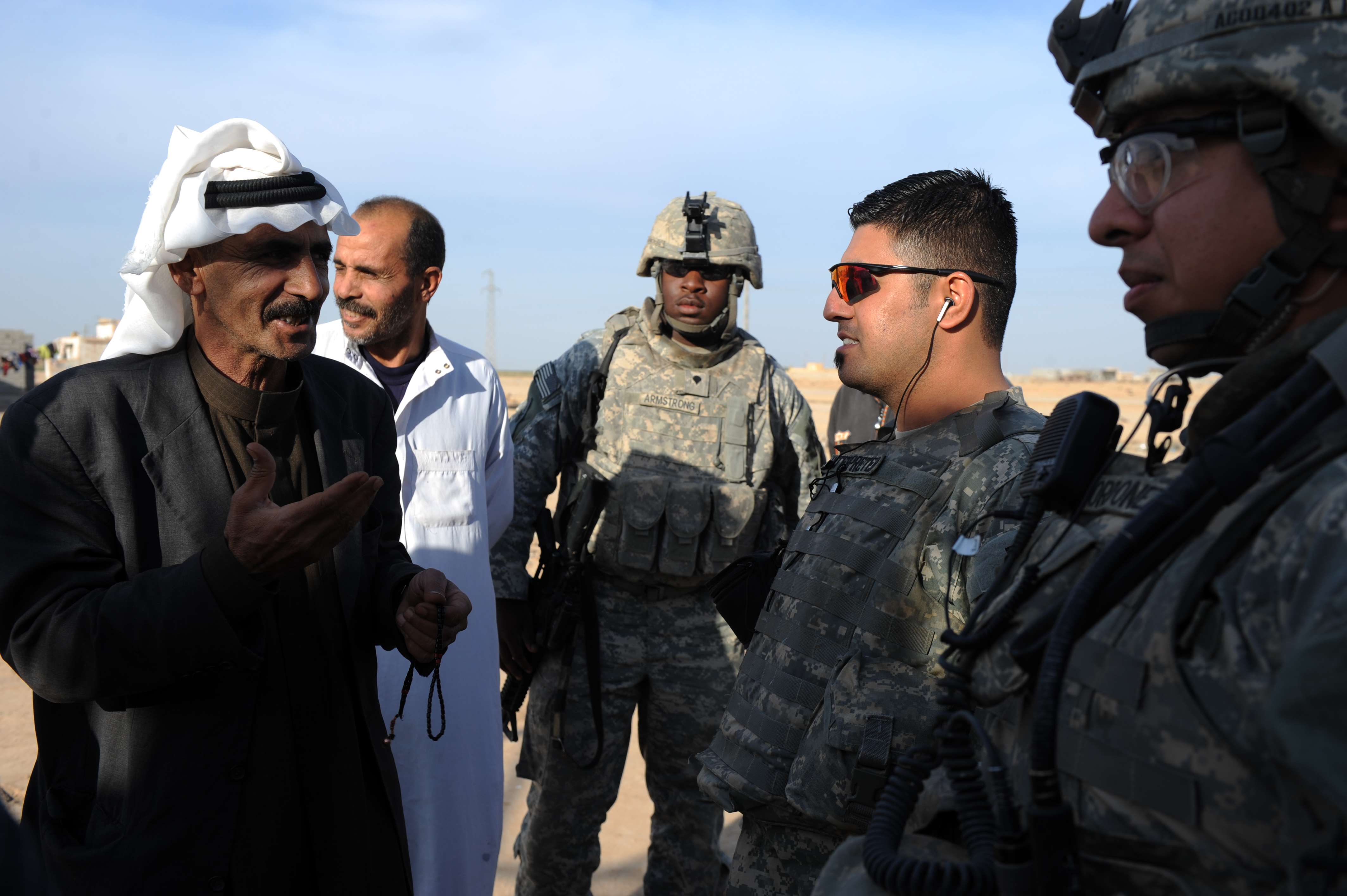
مختار من العراق

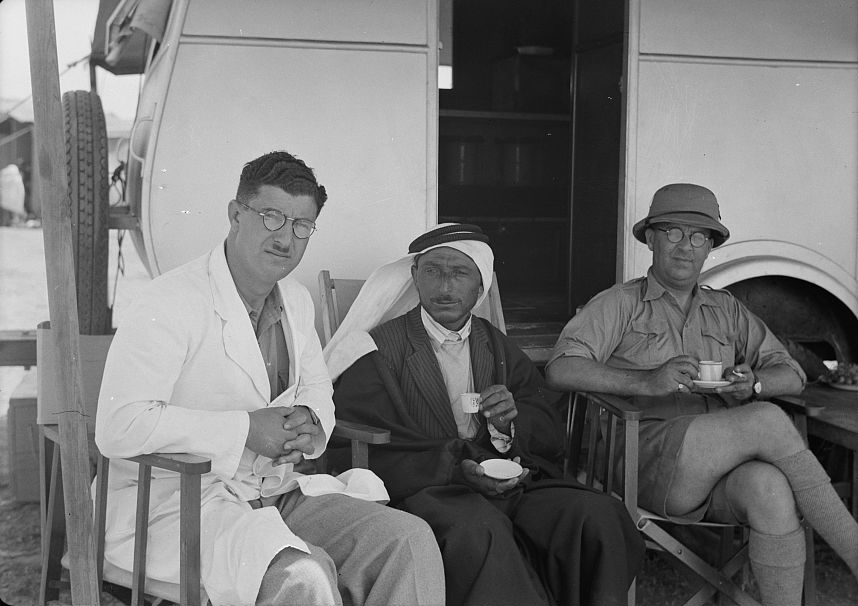
مختار قرية نجد قرب غزة مع دكتور شقير وضابط بريطاني عام 1939 في حملة علاج الرمد

- في سنة 1922 ألغت حكومة الانتداب البريطاني نظام الضرائب الجماعي وكان على كل فلاح أن يدفع ضريبته بنفسه حسب دخله وأملاكه، وبذلك تقلص عمل مجالس الاختيارية والمختار.
- في سنة 1934 صدر قانون تنظيم البلديات في المدن، وتم انتخاب مجالس محلية في بعض القرى الكبيرة. لكن الانتخابات ألغيت في كثير من القرى واستمر القائمقام بتعيين المخاتير في القرى.
- في سنة 1940 شكّل المندوب السامي البريطاني لجنة خاصة لدراسة مهمة وظيفة المختار، و
- وفي سنة 1944 صدر قانون 1944 فأبقى الأمور على سابق عهدها مع إضافة بسيطة وهي تعيين مساعد مختار حسب حجم القرية.
- أما في المستعمرات اليهودية في عهد الانتداب البريطاني بفلسطين فقد بقي لقب مختار يطلق على من يقوم بالاتصالات مع عرب القرى المجاورة والبدو، بينما انتخب السكان مجلسًا محليًا لإدارة شؤون المستعمرة.

## المخاتير في فترة فترة ثورة 1936-1939
عانى المخاتير أثناء فترة ثورة 1936-1939
- حكومة الانتداب ضغطت عليهم ليكونوا جواسيس لها وطلبت منهم جمع غرامات مالية باهظة
- فصائل الثوار ضغطت عليهم لجمع أموال لمعاونة الثورة وعلى إحياء نظام لجان الصلح وهجر المحاكم المدنية البريطانية لفض النزاعات بين السكان.

وكانت فترة صعبة على المخاتير ختى أن بعضهم سلم مفتاح قريته.

## المخاتير في التراث
- أغنية يا مختار المخاتير لفيروز (مغنية).[18]